# Keude Aron (Syamtalira Aron)
Keude Aron is een bestuurslaag in het regentschap Aceh Utara van de provincie Atjeh, Indonesië. Keude Aron telt 110 inwoners (volkstelling 2010).